# Komeetstelsel
Het Komeetstelsel is een spiraalvormig sterrenstelsel dat zich op 3,2 miljard lichtjaar van de Aarde bevindt, in het sterrenstelselcluster Abell 2667. Dit werd vastgesteld met de Ruimtetelescoop Hubble. Dit sterrenstelsel is iets zwaarder dan onze Melkweg. Het werd ontdekt op 2 maart 2007.

## Structuur
Dit unieke spiraalvormige sterrenstelsel heeft een uitgebreide stroom van helderblauwe massa's en diffuse slierten van jonge sterren. Het raast met 3,5 miljoen km/u door Abell 2667 en vertoont daardoor, net als een komeet, een staart met een lengte van 600.000 lichtjaar.

## Lot van het sterrenstelsel
Het Komeetstelsel wordt uit elkaar gescheurd terwijl het met zeer hogen snelheden door een cluster beweegt. Terwijl dat gebeurt worden zijn gas en sterren weggerukt door de getijdenkrachten die door de sterrenhoop worden uitgeoefend. Ook de druk van het hete gasplasma van het intraclustermedium, dat temperaturen van wel 100 miljoen graden bereikt, draagt bij aan dit destructieve proces. Wetenschappers schatten dat de totale duur van het transformatieproces bijna een miljard jaar bedraagt. Wat nu te zien is op de Hubble-opname is ruwweg 200 miljoen jaar na het begin van het proces. Hoewel de massa van het komeetstelsel iets groter is dan die van de Melkweg, zal het al zijn gas en stof verliezen, en dus niet in staat zijn om later nieuwe sterren te genereren. Het zal een gasarm sterrenstelsel worden met een oude populatie van rode sterren.
Tijdens het ram-druk-stripproces strippen en duwen de geladen deeltjes het gas van het binnenvallende sterrenstelsel weg, net zoals de zonnewind van geladen deeltjes, geïoniseerd gas van een komeet wegduwt en een gasstaart vormt. Om deze reden hebben de wetenschappers de uitgerekte spiraal de bijnaam "komeetstelsel" gegeven.
Het beeld van het Komeetstelsel door Hubble heeft geholpen om te laten zien dat enorme gravitationele interacties tussen sterrenstelsels in massieve clusters enorme schade toebrengen aan de structuur van een stelsel en de hoeveelheid gas die ze bij zich hebben. Sterrenstelsels in het centrum van clusters ondervinden de meeste schade van allemaal, terwijl melkwegstelsels aan de rand relatief onaangetast blijven. De botsingen tussen stelsels kunnen de vorm van melkwegstelsels vervormen, en zelfs "dakloze sterren" de intergalactische ruimte in slingeren.
Hoewel zijn massa iets groter is dan die van de Melkweg, zal de spiraal onvermijdelijk al zijn gas en stof verliezen, evenals zijn kans om later nieuwe sterren te genereren, en een gasarm sterrenstelsel worden met een oude populatie van rode dwergen. Deze ontdekking werpt licht op het proces waardoor gasrijke sterrenstelsels in de loop van miljarden jaren kunnen evolueren tot gasarme sterrenstelsels. De nieuwe waarnemingen onthullen ook een mechanisme voor de vorming van "dakloze" sterren die verspreid over sterrenstelselclusters te zien zijn.
De sterke zwaartekracht die wordt uitgeoefend door de collectieve massa van de cluster van melkwegstelsels heeft het licht van andere, verder weg gelegen melkwegstelsels afgebogen en hun vorm vervormd - een effect dat zwaartekrachtlens wordt genoemd. De heldere banaanvormige boog die net links van het centrum van de cluster te zien is, komt overeen met het uitvergrote en vervormde beeld van een ver melkwegstelsel dat zich achter de kern van de cluster bevindt.